# Oro alla Patria

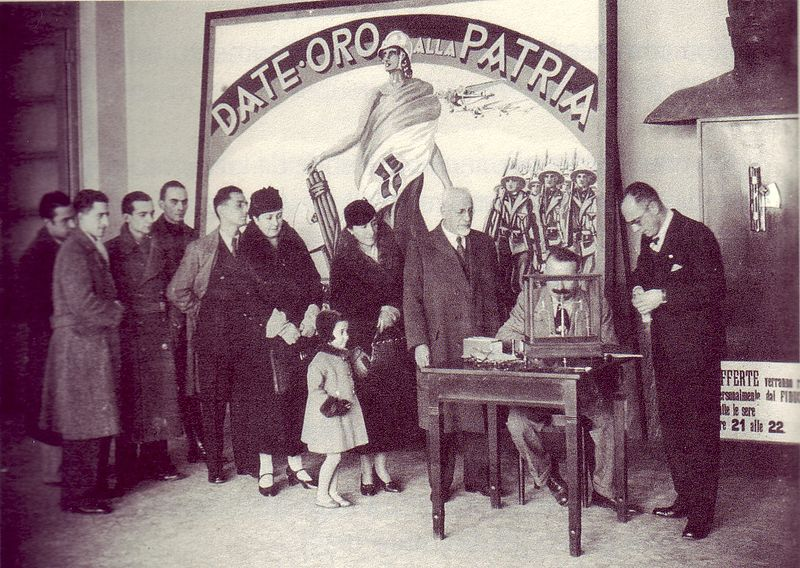
Milano, consegna delle fedi d'oro

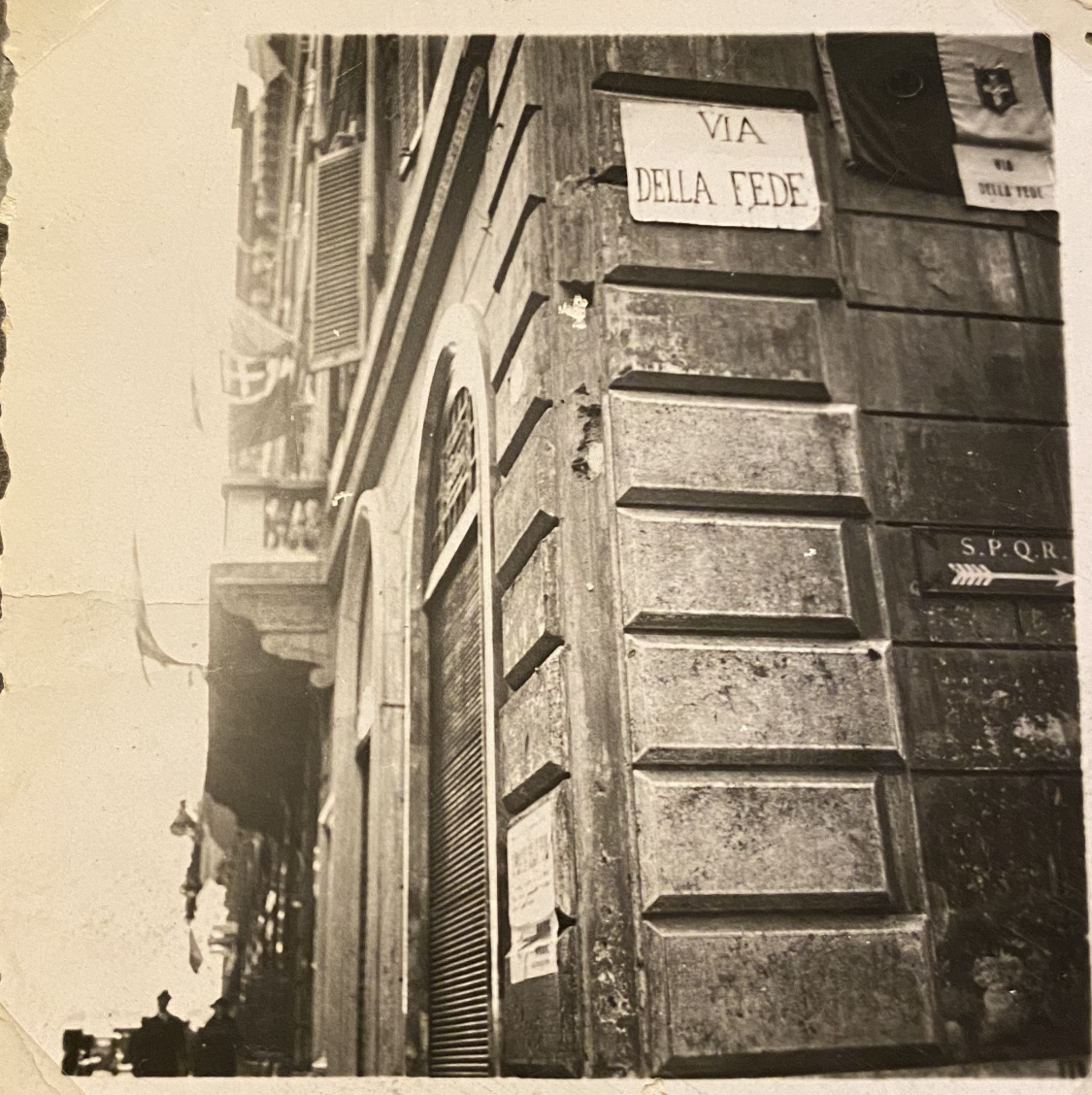
Il nome del "Vicolo Doria" a Roma fu temporaneamente cambiato in "Via della Fede" in seguito al rifiuto da parte del principe Filippo Andrea VI Doria Pamphili di aderire alla manifestazione Oro alla Patria

L'Oro alla Patria fu una manifestazione a carattere nazionale organizzata dal regime fascista, avvenuta il 18 dicembre 1935, durante la quale gli italiani decisero di donare il proprio oro allo Stato.

## Le sanzioni

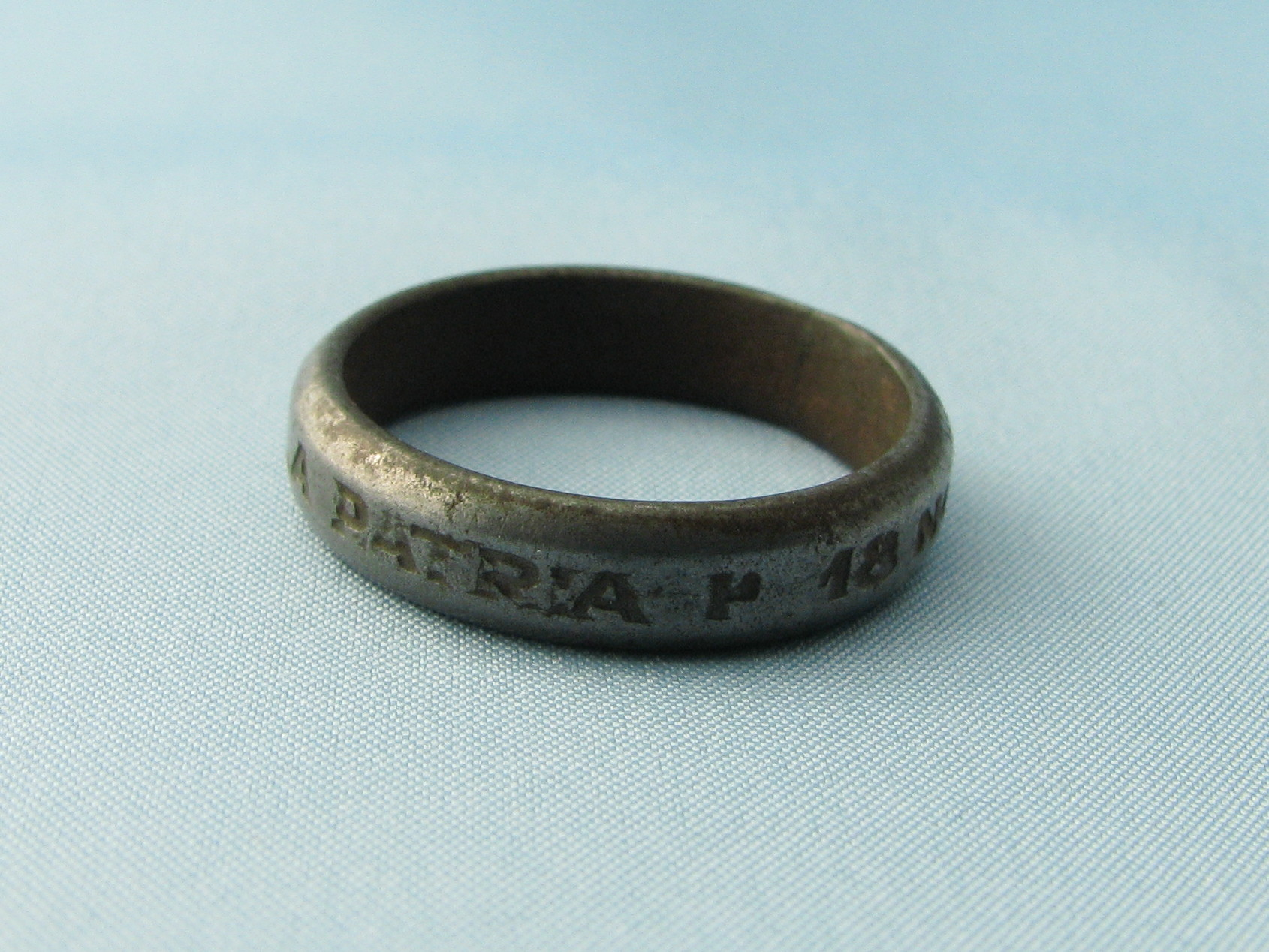
Fede di ferro che veniva data a chi donava la propria fede d'oro

Il 3 ottobre 1935 il Regno d'Italia, dopo l'incidente di Ual Ual, attaccò e invase l'Etiopia. Il 6 ottobre la Società delle Nazioni condannò ufficialmente l'attacco italiano e, quattro giorni dopo, l'Assemblea istituì un comitato di diciotto membri incaricati di studiare le misure da prendersi contro l'Italia. Il 3 novembre furono approvate le sanzioni discusse dal comitato, con entrata in vigore prevista per il 18 dello stesso mese.
Le sanzioni non furono efficaci, in quanto molti Paesi non facevano parte della Società e numerosi membri (compresi alcuni dei maggiori) non tennero rigidamente conto delle disposizioni. Le sanzioni vietavano l'esportazione all'estero di prodotti italiani e proibivano all'Italia di importare materiali utili per uso bellico, ma non riguardavano materie di vitale importanza, come il petrolio e il carbone, di cui l'Italia non disponeva.
Gran Bretagna e Francia argomentarono che la mancata fornitura di petrolio all'Italia poteva essere facilmente aggirata ottenendo rifornimenti dagli Stati Uniti d'America e dalla Germania nazista, che non erano membri della Società.
Gli Stati Uniti, infatti, pur condannando l'attacco italiano, ritenevano inappropriato che le sanzioni fossero state votate da nazioni con imperi coloniali come Francia e Gran Bretagna.

## La "Giornata della fede"

Ricevuta di donazione della fede nuziale in occasione della "Giornata della fede" del 18 dicembre 1935

La deliberazione delle pur blande sanzioni fece esplodere il risentimento dei cittadini italiani contro la Società delle Nazioni, provocando la mobilitazione interna: ebbe allora inizio la raccolta dei metalli utili alla causa bellica. L'Italia diede il via alla campagna "Oro alla Patria" e, un mese dopo tale provvedimento della Società delle Nazioni, il 18 dicembre, fu proclamata la "Giornata della fede", giorno in cui gli italiani donarono le proprie fedi nuziali per sostenere i costi della Guerra d'Etiopia allora in corso.

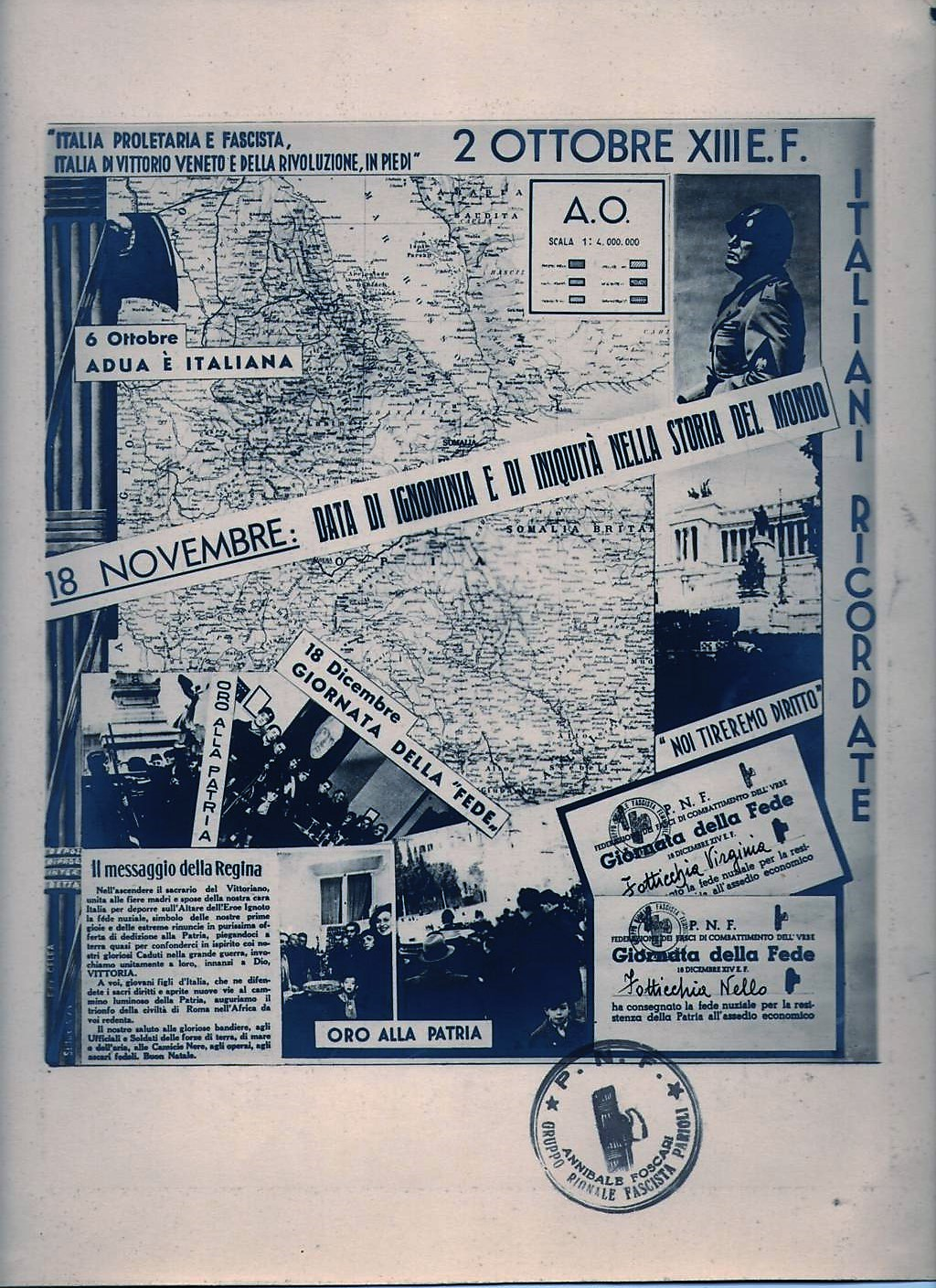
Attestato di consegna delle fedi nuziali rilasciato dal gruppo rionale fascista Parioli di Roma

La cerimonia principale si svolse all'Altare della Patria a Roma. La prima a donare la propria fede, unitamente a quella del marito, fu la regina consorte Elena. A lei seguì Rachele Mussolini, insieme con numerose popolane della capitale: la moglie del capo di governo ricordò nelle sue memorie di aver donato inoltre mezzo chilo d'oro e due quintali e mezzo d'argento, frutto dei doni ricevuti dal marito. Nella sola Roma furono raccolti più di 250.000 anelli, mentre a Milano se ne ricavarono circa 180.000.
Molti personaggi autorevoli del tempo, anche se non appoggiavano il regime, descrissero la cerimonia come la massima espressione patriottica italiana di massa di tutti i tempi; non mancarono infatti donatori illustri: dai reali stessi (il re Vittorio Emanuele III d'Italia dei lingotti d'oro, la regina Elena donò la propria fede, e il principe Umberto il Collare dell'Annunziata), ai personaggi famosi, come Guglielmo Marconi (la fede e la medaglia da senatore), Luigi Pirandello (la medaglia del Premio Nobel), Gabriele D'Annunzio (la fede e una cassa d'oro), Luigi Albertini e Benedetto Croce (le medagliette da senatori). Anche le gerarchie ecclesiastiche invitarono il clero a prendere parte alla campagna. Il Vado offrì la prima Coppa Italia, che andò così distrutta.

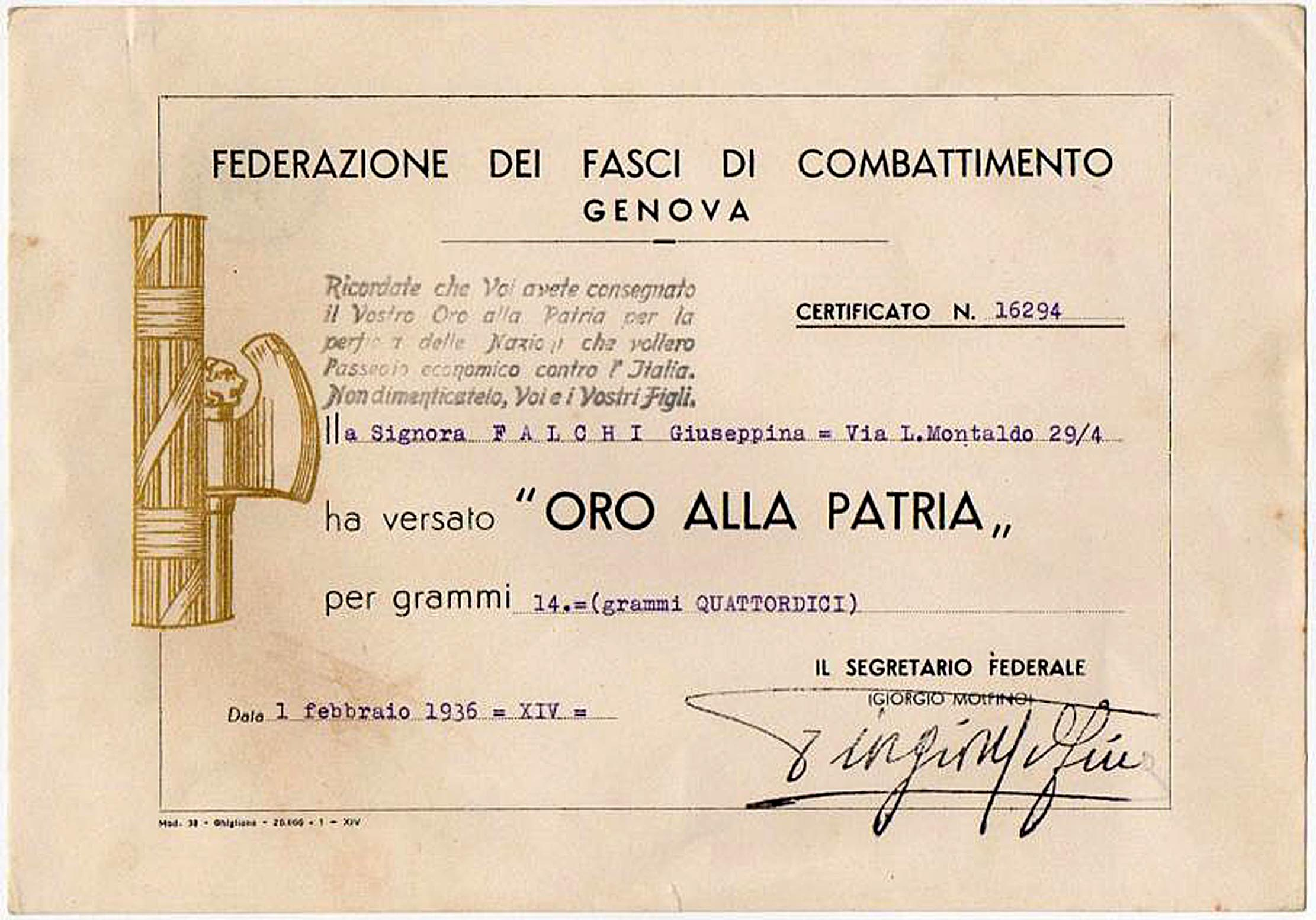
Ricevuta della sezione di Genova del partito nazionale fascista che attesta l'avvenuta donazione della fede d'oro alla patria

Spiccò fra i dissidenti di questa iniziativa fascista il principe Filippo Andrea VI Doria Pamphilj, da sempre critico sul regime e che diventerà il primo sindaco di Roma dopo la Liberazione della capitale, e la sua consorte, la principessa Gesine Doria Pamphilj. La regina Elena invitò la principessa, di origine scozzese, ad accompagnarla per consegnare la fede, ma la nobildonna britannica rispose seccamente alla regnante con un no: per ripicca le autorità sostituirono il nome di una delle strade dove si affaccia a Roma il Palazzo Doria Pamphilj da ‘Vicolo Doria’ a ‘Via della Fede’; dopo che Roma è stata liberata fu ripristinato il nome originale del vicolo.
A coloro che donarono la propria fede d'oro venne data in cambio una fede di ferro che portava stampigliata la dicitura: ORO ALLA PATRIA - 18 NOV. XIV. Furono raccolte complessivamente 37 tonnellate d'oro e 115 d'argento, che, secondo le dichiarazioni del regime, furono inviate alla Zecca dello Stato come patrimonio nazionale.
Due brocche piene di fedi nuziali furono ritrovate il 27 aprile 1945 dalla 52ª Brigata Garibaldi "Luigi Clerici" tra le ricchezze dei gerarchi fascisti in fuga assieme a Mussolini: il cosiddetto tesoro di Dongo.